# جيل بولت تايلور
حصلت جيل بولت تايلور على فرصة بحثية يتمناها القليل من علماء المخ: لقد أصيبت بسكتة دماغية خطيرة، وقامت بمراقبة وظائف مخها - حركة، كلام، إدراك الذات - وهي تتوقف واحدة تلو الأخرى. قصة مذهلة.
جيل عالمة تشريح دماغ (ولدت في 1959 في لويزفيل، كنتاكي). أختارت تخصصها سعياً ل فهم مايدور في عقل أخيها المُصاب ب أنفصام الشخصية .
الجدير بالذكر وسبب أنتشار قصتها الواسع ظهورها في برنامج " TED TALK " متحدثة عن سكتة ألمت بها في سن ال37 و معاناة ثمان سنوات بعدها .
جيل تعتبر شخص ملهم وأختيرت كأفضل 100 شخصية نافذه من مجلة التايم في مارس 2008 وأصدرت لها كتاب بعنوان "My Stroke of Insight" وأختير كأفضل كتاب في فئه العلوم من نيويورك ويعمل المخرج " Ron Howard " على فيلميحمل اسم الكتاب سيتوفر قريباً.